# Рагнхильда Шведская
Рагнхильда Шведская (швед. Ragnhild av Tälje; ум. ок. 1117) ― легендарная местночтимая святая в Швеции, чьё почитание было засвидетельствовано в позднесредневековой Швеции и имя которой было связано провинцией Сёдерманланд и диоцезом Стренгнес. Согласно легенде, она также была королевой Швеции и супругой короля Инге II Младшего.

## Биография
Рагнхильда, по преданию, основала церковь в Сёдертелье и была захоронена в ней же. Если она действительно является исторической личностью, то она, вероятно, жила в конце XI ― начале XII веков, однако первые дошедшие до наших дней источники, повествующие о её жизни, датируются лишь XV веком. Эпитафия в церкви, как предполагается, была репродукцией XVII века, автором которой был шведский антиквар Элиас Пальмскъёльд. В литературных источниках XV века Рагнхильда называется королевой и дочерью некоего Хальстена (неясно, идёт ли речь о короле Хальстене Стенкильссоне или о каком-либо другом Хальстене). Предполагается, что она могла быть супругой Инге Старшего или Инге Младшего (однако в этом случае по генеалогическим и хронологически соображениям она не может быть дочерью короля Хальстена). Настенные фрески с изображением Рагнхильд XV века находятся в церквях Берье и Викста в Уппланде, а также в Эненгере в Хельсингланде (все три поселения принадлежат диоцезу Уппсалы).
Интерес к Рагнхильде (как и некоторым другим средневековым местночтимым святым) был возрождён во времена после Реформации и сопровождался общим интересом к древней истории Швеции. В случае Рагнхильды, публикация труда Vitis aquilonia Йоханнесем Вастовиусом в 1623 году послужил причиной переосмысления человеческой фигуры на гербе города Сёдертелье: ныне считается, что на нём изображена именно Рагнхильда.